# Mas Jofre
El Mas Jofre és una obra de Palafrugell (Baix Empordà) protegida com a Bé Cultural d'Interès Local.

## Descripció
Mas de grans dimensions, de tres crugies i tres plantes amb teulat de dos pendents sobre els murs laterals. A la façana principal s'hi troben una porta amb una gran llinda sota un arc de descàrrega, finestres amb llindes monolítiques i ampits motllurats. Al darrer pis hi ha una arcada de rajols i als baixos dues finestres d'època tardana. El ràfec és de dues filades rajola, una de serreta. A l'angle SO hi ha un contrafort en talús. Es tracta d'una construcció a base de grans rebles de pissarra i morter. A l'interior hi ha una entrada amb volta de maó. A la llinda de la finestra central del primer pis hi ha una creu patriarcal i la data 1772. A la llinda de la finestra de la planta superior es llegeix D(IA) DES(EMBRE) DE 1846. A llevant, deslligades del mas hi ha diferents dependències, entre les quals un porxo. Sembla clar que el mas del segle xviii tenia dues plantes i teulat de vessants sobre les façanes de més llargada. L'aixecament de la tercera planta al segle xix comportà un canvi d'orientació dels pendents de la coberta.

### Porxo
El cobert o porxo forma part de les dependències agrícoles del mas. Es tracta d'una construcció de planta rectangular, tres murs de pedra morterada, totalment oberta pel costat de ponent. Teulada de marcat pendent vers llevant, sobre bigues i cabirons. Damunt l'entrada o espai obert, el teulat s'avança en un prominent voladís amb pendent vers ponent, sens dubte per protegir l'interior del porxo de la pluja. Aquest voladís es suportat per una enginyosa estructura: dos trons grossos clavats als murs de cada extrem, inclinats cap amunt i acabats a manera de forques per a recolzar-hi la llarga biga travessera.